# Львівський різдвяний ярмарок
Льві́вський різдвя́ний я́рмарок — щорічний ярмарок, який відбувається у Львові з середини грудня до середини січня на проспекті Свободи та на площі Ринок. Вперше ярмарок відбувся у 2009 році, і став першим Різдвяним Ярмарком західноєвропейського зразка в Україні. Раніше ярмарок у Львові також проводили до 1939 року, поки Друга світова війна не перервала цієї традиції.
Організатором є компанія «Львівські ярмарки». Ярмарок проходить у дерев'яних будиночках.
Серед товарів представлено: новорічні сувеніри, традиційні вироби з кераміки, лляні речі, авторські роботи художників. Окрім того, кожен охочий може скуштувати різних смаколиків, пампушків, меду, глінтвейну, вареників та гарячого шоколаду. У будні дні ярмарок працює з 12 до 22 години, а у вихідні із 11 до 23 години.

На відкритті ярмарку у 2009 році міський голова Львова Андрій Садовий так схарактеризував основну ціль проведення ярмарку: 
|  | Кожне місто щасливе настільки, наскільки часто усміхаються його мешканці. Ми всі чекаємо народження Ісуса як одне з найсвітліших і найдушевніших свят. Зараз Львів відновлює давні різдвяні традиції. Ми поступово впроваджуємо такі добрі правила, які були ще на початку XX століття. Цей ярмарок покликаний стати традиційним місцем зустрічі львів'ян напередодні Різдва |